# Weber (azienda)

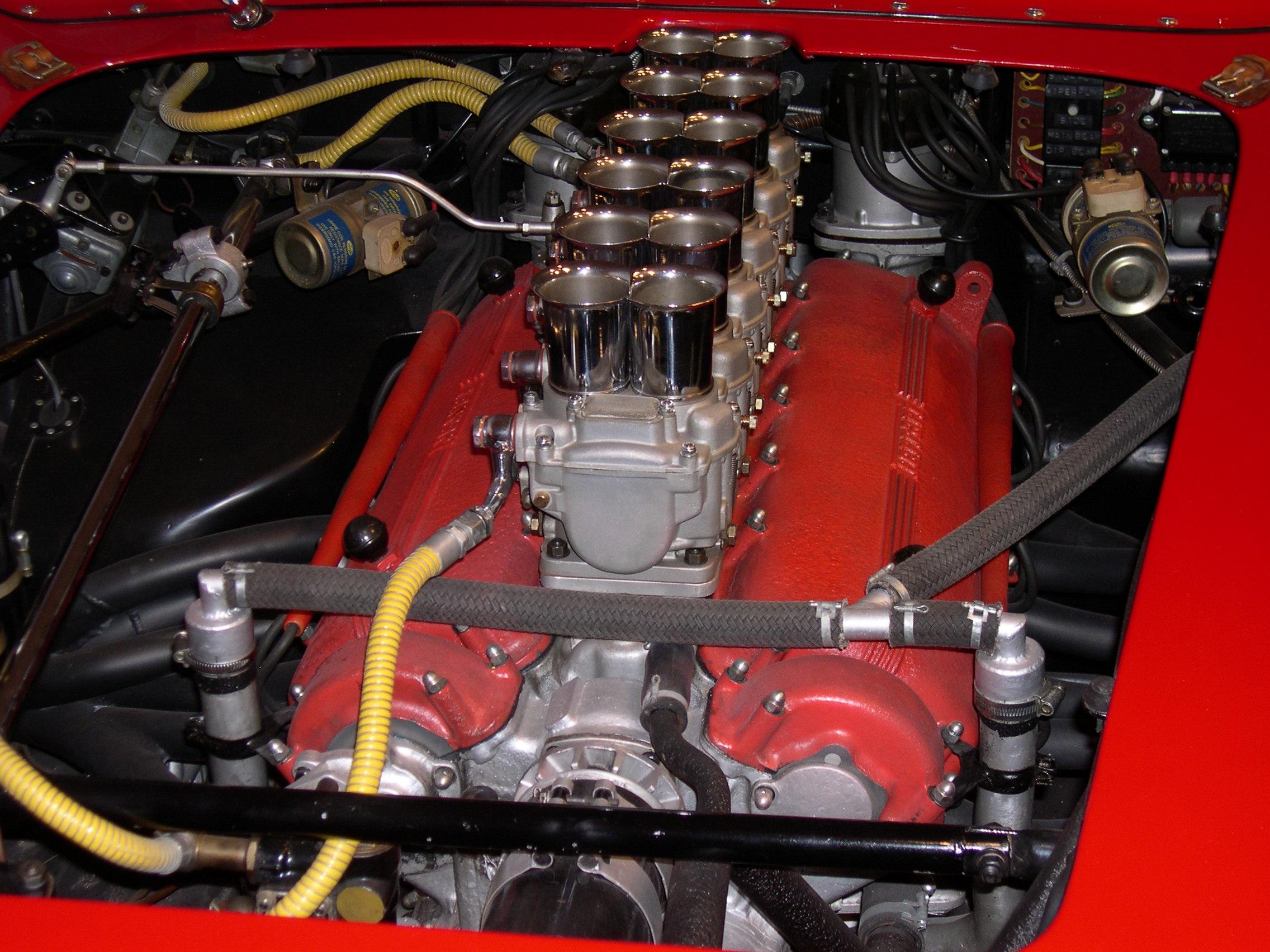
Motore della Ferrari 250TR Spider del 1961 equipaggiata con sei carburatori doppiocorpo Weber.

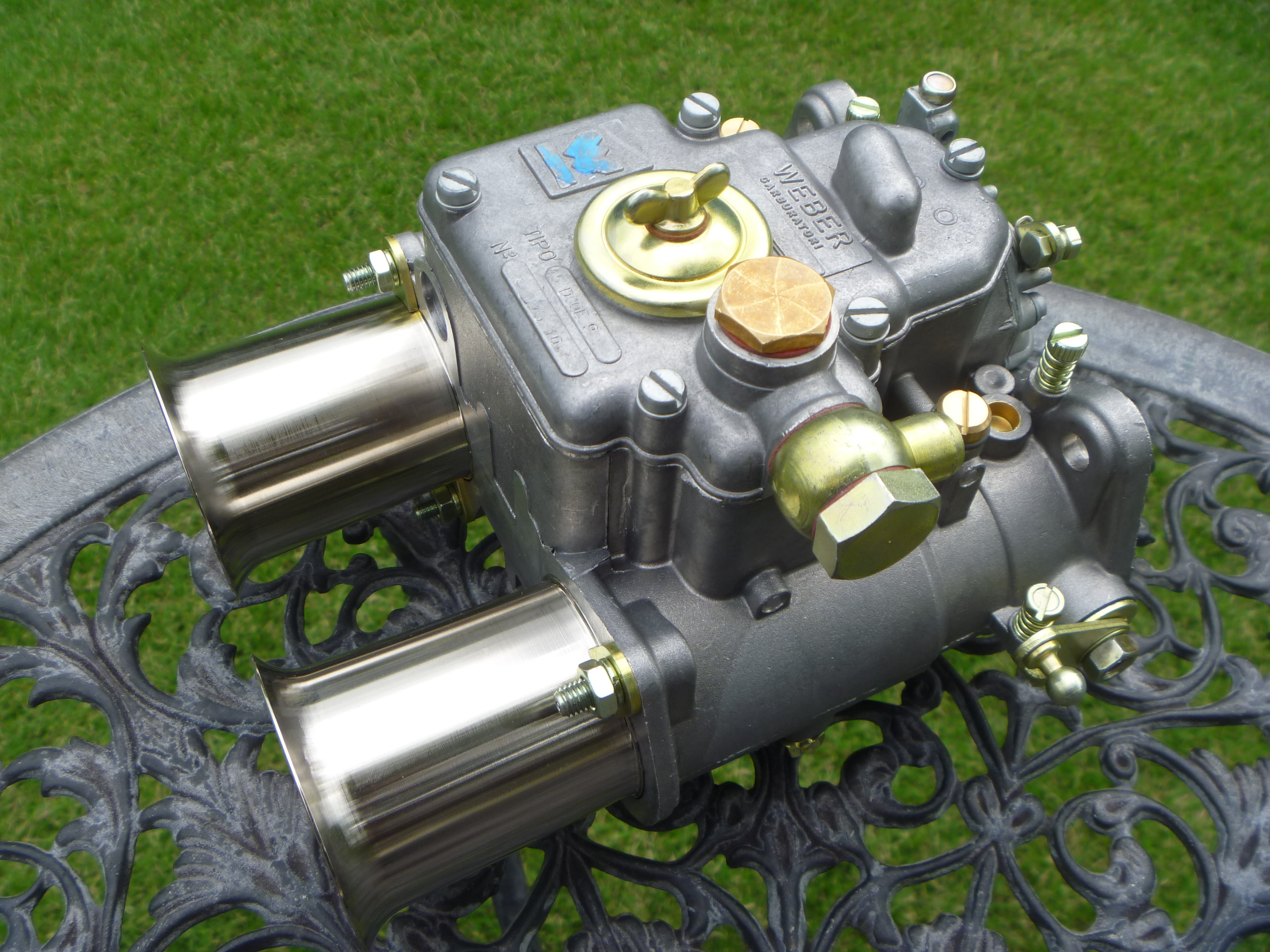
Weber 45DCOE9. Il modello è stampigliato sul coperchio della camera, dopo la dicitura "TIPO".

La Weber è una storica fabbrica di carburatori, facente parte del gruppo Magneti Marelli, fondata da Edoardo Weber nel 1923 a Bologna.
Entrata a far parte del gruppo Magneti Marelli dalla fine degli anni ottanta, Weber è stato mantenuto solo come marchio commerciale. I carburatori Weber vengono prodotti in Spagna a Guadalajara vicino a Madrid.

## Storia
Edoardo Weber (1889–1945) iniziò a lavorare per FIAT a Torino nel 1914 e poi presso un concessionario a Bologna. Dopo la prima guerra mondiale, con la benzina a prezzo elevato, ottenne un certo successo vendendo kit di conversione per autocarri a kerosene. L'azienda fu chiamata Fabbrica Italiana Carburatori Weber nel 1923 quando Weber produsse carburatori per il kit di conversione FIAT. Weber fu pioniere nella costruzione di carburatori doppio corpo, con due venturi di misure diverse, la pompa più piccola attiva a bassa velocità e la più grande attiva ad alte velocità.
Negli anni '30 Weber iniziò a produrre carburatori per motori da corsa. Un carburatore per cilindro. Vennero usati per Maserati e Alfa Romeo. Nel 1938 su una Alfa Romeo 8C.
Dopo la morte di Weber nel 1945, FIAT assume il controllo della società nel 1952. Carburatori Weber equipaggiavano Abarth, Alfa Romeo, Aston Martin, BMW, Chrysler, Ferrari, FIAT, Ford, Lamborghini, Lancia, Lotus, Maserati, Morgan, Porsche, Renault, Triumph e Volkswagen.
Nel 1986 Fiat prese il controllo anche della concorrente Solex, facendo una fusione in Raggruppamento Controllo Motore o "Engine Management Group". Nel 2001 divennero Magneti Marelli Powertrain S.p.A. Prodotti Weber originali vennero costruiti negli stabilimenti di Bologna e Crevalcore fino al 1992, poi la produzione fu trasferita a Guadalajara vicino a Madrid.
Nel 1992 era la più grande del mondo (produceva 7 milioni di carburatori l'anno) e dal 1993 con l'avvento dei catalizzatori e dell'iniezione elettronica a seguito dell'introduzione della normativa Euro I, è stata una delle pochissime fabbriche al mondo di carburatori per auto a non fallire nel passaggio carburatore-iniezione elettronica; anche l'altra italiana Dell'Orto è tuttora in attività, per quanto abbia ovviamente abbandonato il comparto carburatori per auto.
Il mercato dei carburatori è stato soppiantato dall'iniezione elettronica, dove i concorrenti sono altre aziende quali, fra le altre, Bosch e l'italiana Magneti Marelli.

## Modelli
I carburatori Weber sono marchiati sul coperchio della camera. Il numero indica il diametro (in mm) del passaggio farfalla, ma poi ha perso questa connotazione. Se il numero è una coppia a due cifre, vuol dire che le farfalle hanno stesso diametro e operano contemporaneamente; Due coppie di numeri separate (esempio: 28/36), vogliono dire diametri diversi e apertura di una prima e poi della seconda farfalla. I numeri sono seguiti da lettere, con varie caratteristiche: DCOE indica l'ingresso aria laterale; DCD tipo a pistone con valvola starter opposta e così via. Dopo le lettere vi sono altri numeri, seguiti da una lettera (esempio: 4B, 13A) che indica la serie. Esempio di designazione: 40 DCOE 29, 45 DCOE 9, etc.

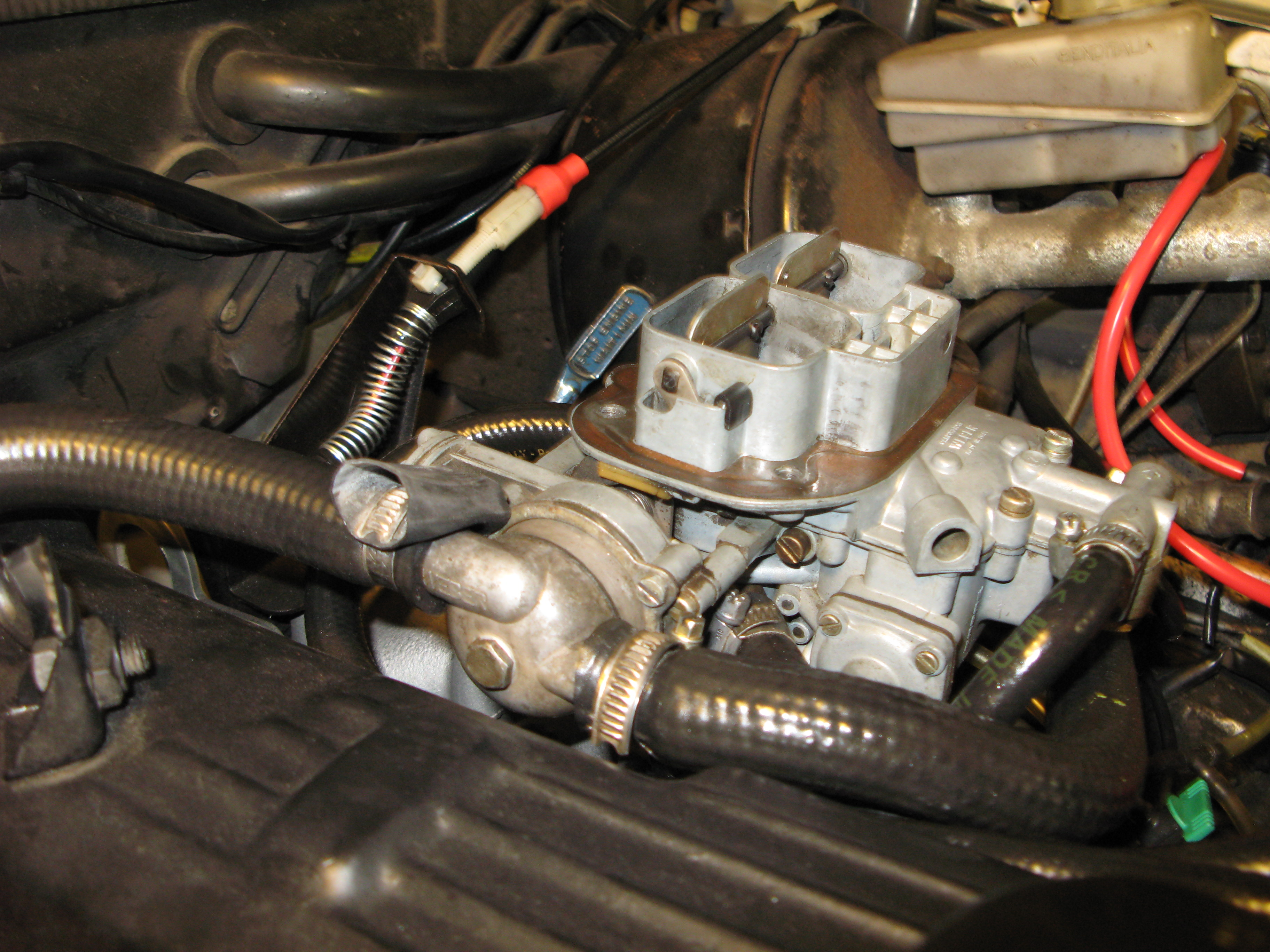
Carburatore Weber doppio corpo montato su un motore Ford 2,0, 4 cilindri (anni '80)